# تمرینات مقاومتی
تمرینات مقاومتی و یا در اصطلاح چتر تمرین مقاومتی {(Umbrella of Resistance Training (URT}، شامل تعدادی از تکنیک‌های تمرینی مختلف است (به عنوان مثال تمرین با وزنه و تمرین قدرتی). با وجود این، معمولاً تمرینات با وزنه شامل فعالیت های ورزشی اجرا شده در برابر یک مقاومت، جهت افزایش قدرت و استقامت می‌باشد. فعالیت های ورزشی معمولاً به تکرارها و ست‌ها تقسیم می‌شوند و با دوره‌های ریکاوری از هم متمایز می‌شوند. مشابه تمرینات پرشدت (HIT)، بهینه سازی جلسات تمرینات با وزنه به دستکاری محرک‌های تمرینی از طریق وزنه‌ها، ست‌ها، تکرارها و ریکاوری بستگی دارد. مدت بین چرخه‌ی تمرین ورزشکاران، مسابقه ویژه ورزشکار و هدف نهایی جلسات تمرین، طراحی جلسات مقاومتی را تحت تأثیر قرار خواهد داد. فعالیتهای ورزشی پلیومتریک نیز ممکن است شامل زیرمجموعه‌های این روش‌های تمرینی باشند که معمولاً دربرگیرنده‌ی فعالیت‌های ورزشی جهشی و پرشی هستند که بر سرعت حرکات و زمان تماس محدود با زمین تأکید می‌کنند که بیشتر در افزایش توان به کار می رود.